# Норт-Норфолк
Норт-Норфолк (англ. North Norfolk) — неметрополитенский район (англ. Non-metropolitan district) в графстве Норфолк (Англия). Административный центр — город Кромер.

## География
Район расположен на побережье Северного моря в северной части графства Норфолк. Крупнейшее озеро — Хиклинг-Брод.

## Состав
В состав района входит 7 городов: 
- Кромер
- Норт-Уолшем
- Сталхэм
- Уэлс-некст-Си
- Факенхем
- Холт
- Шерингем

и 115 общин (англ. Civil parish).

## Известные уроженцы
- Томас Таунсенд (1733 — 1800) - британский политик, министр.